# Ném lao

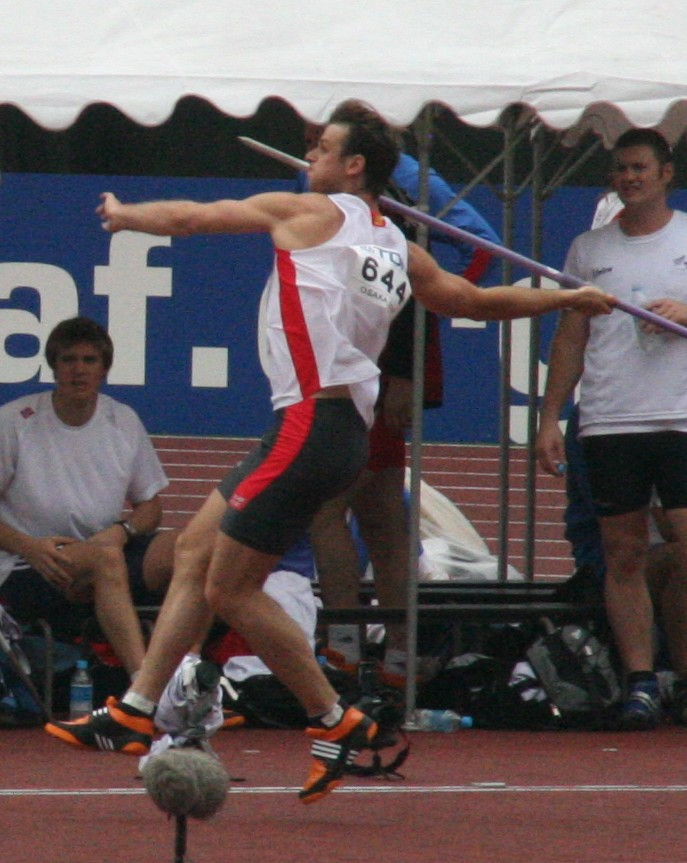
World Athletics Championships 2007 ở Osaka - VĐV phóng lao người Đức Stephan Steding

Ném lao (tiếng Anh: Javelin throw) là một nội dung cơ bản thuộc nhóm môn Ném đẩy thuộc Điền kinh được tổ chức ở Thế vận hội Mùa hè, trong đó vận động viên phải cố gắng ném (hay phóng) một ngọn lao tiêu chuẩn đi xa nhất có thể so với vạch ném. Khi tiến hành phóng lao, vận động viên thực hiện hai động tác: chạy đà và phóng lao. Khi thi đấu, vận động viên phải huy động 3 yếu tố: chất lượng của cuộc chạy đà, thời gian thả lao và góc ném sao cho hoàn hảo nhất có thể. Tuy lao được dùng làm vũ khí và công cụ đi săn từ thời nguyên thủy nhưng nội dung ném lao không được đưa ngay vào Thế vận hội cho đến Thế vận hội Mùa hè 1908, khi mà lần đầu tiên nội dung của nam được đưa vào chương trình thi đấu. Tương tự các nội dung Olympic khác, nội dung ném lao cho Nữ phải đợi đến năm 1932 mới có mặt. Trong 4 nội dung ném đẩy: Ném lao, Ném đĩa, Đẩy tạ và Đẩy tạ xích, Ném lao chính là nội dung duy nhất vận động viên phải chạy đà theo 

## Thành tích tốt nhất năm

### Tốt nhất năm của nam
| Năm  | Thành tích | Vận động viên           | Địa điểm   |
| ---- | ---------- | ----------------------- | ---------- |
| 1971 | 90.68      | Jānis Lūsis (URS)       | Helsinki   |
| 1972 | 93.80      | Jānis Lūsis (URS)       | Stockholm  |
| 1973 | 94.08      | Klaus Wolfermann (FRG)  | Leverkusen |
| 1974 | 89.58      | Hannu Siitonen (FIN)    | Roma       |
| 1975 | 91.38      | Miklós Németh (HUN)     | Budapest   |
| 1976 | 94.58      | Miklós Németh (HUN)     | Montreal   |
| 1977 | 94.10      | Miklós Németh (HUN)     | Stockholm  |
| 1978 | 94.22      | Michael Wessing (FRG)   | Oslo       |
| 1979 | 93.84      | Pentti Sinersaari (FIN) | Auckland   |
| 1980 | 96.72      | Ferenc Paragi (HUN)     | Tata       |
| 1981 | 92.48      | Detlef Michel (GDR)     | Berlin     |
| 1982 | 95.80      | Bob Roggy (Hoa Kỳ)      | Stuttgart  |
| 1983 | 99.72      | Tom Petranoff (Hoa Kỳ)  | Westwood   |
| 1984 | 104.80     | Uwe Hohn (GDR)          | Berlin     |
| 1985 | 96.96      | Uwe Hohn (GDR)          | Canberra   |

Thể thức mới được áp dụng năm 1986 và các kỷ lục được tính mới.
| Năm  | Thành tích | Vận động viên                | Địa điểm      |
| ---- | ---------- | ---------------------------- | ------------- |
| 1986 | 85.74      | Klaus Tafelmeier (FRG)       | Como          |
| 1987 | 87.66      | Jan Železný (TCH)            | Nitra         |
| 1988 | 86.88      | Jan Železný (TCH)            | Leverkusen    |
| 1989 | 87.60      | Kazuhiro Mizoguchi (JPN)     | San José      |
| 1990 | 89.58      | Steve Backley (GBR)          | Stockholm     |
| 1991 | 89.16      | Tom Petranoff (Hoa Kỳ)       | Potchefstroom |
| 1992 | 91.46      | Steve Backley (GBR)          | Auckland      |
| 1993 | 95.66      | Jan Železný (CZE)            | Sheffield     |
| 1994 | 91.82      | Jan Železný (CZE)            | Sheffield     |
| 1995 | 92.60      | Raymond Hecht (GER)          | Oslo          |
| 1996 | 98.48 (WR) | Jan Železný (CZE)            | Jena          |
| 1997 | 94.02      | Jan Železný (CZE)            | Stellenbosch  |
| 1998 | 90.88      | Aki Parviainen (FIN)         | Tartu         |
| 1999 | 93.09      | Aki Parviainen (FIN)         | Kuortane      |
| 2000 | 91.69      | Konstadinós Gatsioúdis (GRE) | Kuortane      |
| 2001 | 92.80      | Jan Železný (CZE)            | Edmonton      |
| 2002 | 92.61      | Sergey Makarov (RUS)         | Sheffield     |
| 2003 | 90.11      | Sergey Makarov (RUS)         | Dessau        |
| 2004 | 87.73      | Aleksandr Ivanov (RUS)       | Ostrava       |
| 2005 | 91.53      | Tero Pitkämäki (FIN)         | Kuortane      |
| 2006 | 91.59      | Andreas Thorkildsen (NOR)    | Oslo          |
| 2007 | 91.29      | Breaux Greer (Hoa Kỳ)        | Indianapolis  |
| 2008 | 90.57 (OR) | Andreas Thorkildsen (NOR)    | Bắc Kinh      |
| 2009 | 91.28      | Andreas Thorkildsen (NOR)    | Zürich        |
| 2010 | 90.37      | Andreas Thorkildsen (NOR)    | Florø         |

### Women's seasons best
| Năm  | Khoảng cách | Vân động viên            | Địa điểm  |
| ---- | ----------- | ------------------------ | --------- |
| 1980 | 70.08       | Tatyana Biryulina (URS)  | Podolsk   |
| 1981 | 71.88       | Antoaneta Todorova (BUL) | Zagreb    |
| 1982 | 74.20       | Sofia Sakorafa (GRE)     | Chania    |
| 1983 | 74.76       | Tiina Lillak (FIN)       | Tampere   |
| 1984 | 74.72       | Petra Felke (GDR)        | Celje     |
| 1985 | 75.40       | Petra Felke (GDR)        | Schwerin  |
| 1986 | 77.44       | Fatima Whitbread (GBR)   | Stuttgart |
| 1987 | 78.90       | Petra Felke (GDR)        | Leipzig   |
| 1988 | 80.00       | Petra Felke (GDR)        | Potsdam   |
| 1989 | 76.88       | Petra Felke (GDR)        | Macerata  |
| 1990 | 73.08       | Petra Felke (GER)        | Manaus    |
| 1991 | 71.44       | Trine Hattestad (NOR)    | Fana      |
| 1992 | 70.36       | Natalya Shikolenko (BLR) | Moscow    |
| 1993 | 72.12       | Trine Hattestad (NOR)    | Oslo      |
| 1994 | 71.40       | Natalya Shikolenko (BLR) | Sevilla   |
| 1995 | 71.18       | Natalya Shikolenko (BLR) | Zürich    |
| 1996 | 69.42       | Steffi Nerius (GER)      | Monaco    |
| 1997 | 69.66       | Trine Hattestad (NOR)    | Helsinki  |
| 1998 | 70.10       | Tanja Damaske (GER)      | Berlin    |

Thể thức mới được áp dụng năm 1999 và các kỷ lục được tính mới.
| Năm  | Thành tích | Vận động viên             | Địa điểm  |
| ---- | ---------- | ------------------------- | --------- |
| 1999 | 68.19      | Trine Hattestad (NOR)     | Fana      |
| 2000 | 69.48      | Trine Hattestad (NOR)     | Oslo      |
| 2001 | 71.54      | Osleidys Menéndez (CUB)   | Rethymno  |
| 2002 | 67.47      | Miréla Manjani (GRE)      | Munich    |
| 2003 | 66.52      | Miréla Manjani (GRE)      | Paris     |
| 2004 | 71.53 (OR) | Osleidys Menéndez (CUB)   | Athens    |
| 2005 | 71.70      | Osleidys Menéndez (CUB)   | Helsinki  |
| 2006 | 66.91      | Christina Obergföll (GER) | Athens    |
| 2007 | 70.20      | Christina Obergföll (GER) | Munich    |
| 2008 | 72.28 (WR) | Barbora Špotáková (CZE)   | Stuttgart |
| 2009 | 68.92      | Mariya Abakumova (RUS)    | Berlin    |
| 2010 | 68.89      | Maria Abakumova (RUS)     | Doha      |

## Top 10

### Vận động viên nam xuất sắc nhất mọi thời đại
- (Cập nhật tháng 4 năm 2010)

| XH  | Thành tích | Vận động viên                | Địa điểm     | Ngày       |
| --- | ---------- | ---------------------------- | ------------ | ---------- |
| 1.  | 98.48      | Jan Železný (CZE)            | Jena         | 1996-05-25 |
| 2.  | 93.09      | Aki Parviainen (FIN)         | Kuortane     | 1999-06-26 |
| 3.  | 92.61      | Sergey Makarov (RUS)         | Sheffield    | 2002-06-30 |
| 4.  | 92.60      | Raymond Hecht (GER)          | Oslo         | 1995-07-21 |
| 5.  | 91.69      | Konstadinós Gatsioúdis (GRE) | Kuortane     | 2000-06-24 |
| 6.  | 91.59      | Andreas Thorkildsen (NOR)    | Oslo         | 2006-06-02 |
| 7.  | 91.53      | Tero Pitkämäki (FIN)         | Kuortane     | 2005-06-26 |
| 8.  | 91.46      | Steve Backley (GBR)          | Auckland     | 1992-01-25 |
| 9.  | 91.29      | Breaux Greer (Hoa Kỳ)        | Indianapolis | 2007-06-21 |
| 10. | 90.73      | Vadims Vasiļevskis (LAT)     | Tallinn      | 2007-07-22 |

### Vận động viên nữ xuất sắc nhất mọi thời đại
- (Cập nhật tháng 9 năm 2011)

| XH  | Thành tích | Vận động viên             | Địa điểm  | Ngày       | Ref   |
| --- | ---------- | ------------------------- | --------- | ---------- | ----- |
| 1.  | 72.28      | Barbora Špotáková (CZE)   | Stuttgart | 2008-09-13 |       |
| 2.  | 71.99      | Mariya Abakumova (RUS)    | Daegu     | 2011-09-02 | [ 1 ] |
| 3.  | 71.70      | Osleidys Menéndez (CUB)   | Helsinki  | 2005-08-14 |       |
| 4.  | 70.20      | Christina Obergföll (GER) | Munich    | 2007-06-23 |       |
| 5.  | 69.48      | Trine Hattestad (NOR)     | Oslo      | 2000-07-28 |       |
| 6.  | 68.38      | Sunette Viljoen (RSA)     | Daegu     | 2011-09-02 | [ 1 ] |
| 7.  | 68.34      | Steffi Nerius (GER)       | Elstal    | 2008-08-31 |       |
| 8.  | 67.67      | Sonia Bisset (CUB)        | Salamanca | 2005-07-06 |       |
| 9.  | 67.51      | Miréla Manjani (GRE)      | Sydney    | 2000-09-30 |       |
| 10. | 67.20      | Tatyana Shikolenko (RUS)  | Monaco    | 2000-08-18 |       |

## Các vận động viên nổi tiếng
| - Lillian Copeland, Hoa Kỳ - Babe Didrikson, Hoa Kỳ - Dorothy Dodson, Hoa Kỳ - Petra Felke, Đông Đức - Ruth Fuchs, Đông Đức - Trine Hattestad, Na Uy - Tiina Lillak, Phần Lan - Mirela Manjani, Hy Lạp - Osleidys Menéndez, Cuba - Christina Obergföll, Đức - Sofia Sakorafa, Hy Lạp - Tessa Sanderson, Vương quốc Liên hiệp Anh và Bắc Ireland - Kate Schmidt, Hoa Kỳ - Barbora Špotáková, Cộng hòa Séc - Linda Stahl, Đức - Fatima Whitbread, Vương quốc Liên hiệp Anh và Bắc Ireland - Dana Zátopková, Tiệp Khắc - Leryn Franco, Paraguay | - Duncan Atwood, Hoa Kỳ - Steve Backley, Vương quốc Liên hiệp Anh và Bắc Ireland - Patrik Bodén, Thụy Điển - Al Cantello, Hoa Kỳ - Egil Danielsen, Na Uy - Konstadinós Gatsioúdis, Hy Lạp - Breaux Greer, Hoa Kỳ - Flint Hanner, Hoa Kỳ - Bud Held, Hoa Kỳ - Uwe Hohn, Đông Đức - Arto Härkönen, Phần Lan - Matti Järvinen, Phần Lan - Pauli Nevala, Phần Lan - Tapio Korjus, Phần Lan - Ainārs Kovals, Latvia - Dainis Kūla, Liên Xô (Latvia) - Gergely Kulcsár, Hungary - Eric Lemming, Thụy Điển - Jānis Lūsis, Liên Xô (Latvia) - Sergey Makarov, Nga - Jonni Myyrä, Phần Lan - Miklós Németh, Hungary - Yrjö Nikkanen, Phần Lan - Kimmo Kinnunen, Phần Lan - Eugene Oberst, Hoa Kỳ - Aki Parviainen, Phần Lan - Terje Pedersen, Na Uy - Tom Petranoff, Hoa Kỳ - Tero Pitkämäki, Phần Lan - Tapio Rautavaara, Phần Lan - Seppo Räty, Phần Lan - Bob Roggy, Hoa Kỳ - Steve Seymour, Hoa Kỳ - Janusz Sidło, Ba Lan - Edgar Baumann, Paraguay - Andreas Thorkildsen, Na Uy - Andrus Värnik, Estonia - Vadims Vasiļevskis, Latvia - Cy Young, Hoa Kỳ - John Whittemore, Hoa Kỳ - Jan Železný, Cộng hòa Séc - Marius Corbett, Nam Phi |